# Česká astrofotografie měsíce
Česká astrofotografie měsíce (ČAM) je fotografická soutěž České astronomické společnosti, podporovaná i Slovenským zväzom astronómov. Fotografové z Česka i Slovenska do ní zasílají své fotografie, které následující měsíc vyhodnotí odborná porota a vybere vítěze. Iniciátorem soutěže a současným předsedou poroty (2024) je Zdeněk Bardon.

## Charakteristika
Česká astrofotografie měsíce vznikla v prosinci roku 2005. Inspirovala se mezinárodním projektem Astronomický snímek dne (Astronomy Picture of the Day – APOD), který probíhá pod patronací NASA a Michiganské technologické univerzity.
Soutěž není zaměřena jen na odborné fotografie: objevují se zde i relativně jednoduché snímky s emotivním nábojem. Není ani úzce specializována na astronomii, ale lze do ní přihlásit i snímky optických jevů v atmosféře – tzv. halových jevů.
Soutěž přispívá i k popularizaci astronomie: vítězné snímky přebírají významná média jako ČTK, tiskový odbor Akademie věd ČR,  populární časopisy jako Astropis, Vesmír nebo slovenský Kozmos. V medailonech jejího zakladatele, Zdeňka Bardona, je soutěž zmiňována i Mezinárodní astronomickou unií a Evropskou jižní observatoří.
Z vítězných fotografií soutěže vznikla v roce 2016 kniha Nebeské perly české a slovenské astrofotografie.

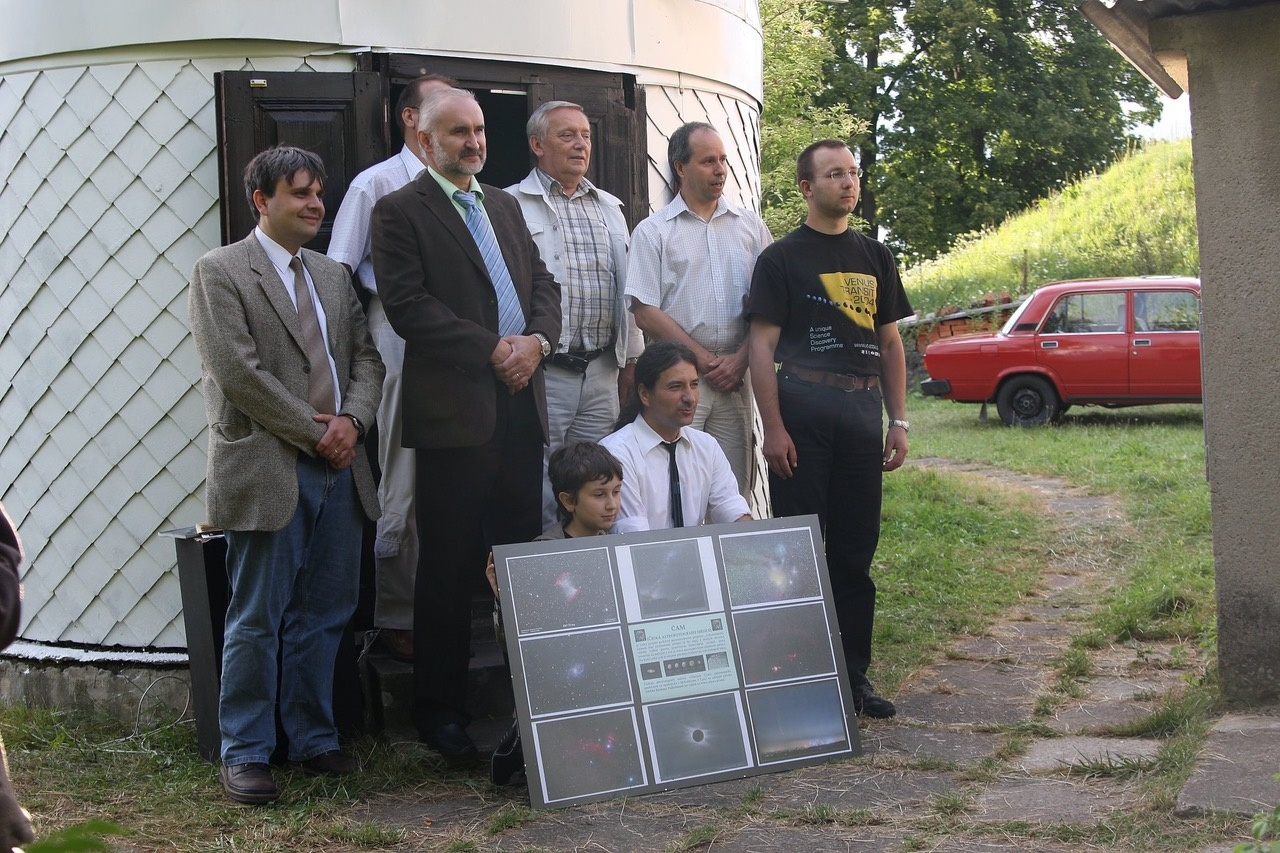
Porota soutěže v roce 2007

### Cena Jindřicha Zemana
Z vítězných měsíčních snímků vybírá porota ročního vítěze, kterému se uděluje Cena Jindřicha Zemana. Tato cena je pojmenována po Jindřichu Zemanovi (31. ledna 1894 – 18. listopadu 1978), amatérském astrofotografovi z Hradce Králové, který se zabýval pozorováním Slunce a meteorických rojů. 
Cena se uděluje od roku 2012 a navazuje na titul „Astrofotograf roku“, udělovaný v letech 2006–2011. Pro podporu mládeže byla v roce 2017 zřízena Cena Jindřicha Zemana Junior, určená pro fotografy do 18 let.